# Ithomeis aurantiaca
Espèce
Ithomeis aurantiaca  est un insecte lépidoptère appartenant à la famille  des Riodinidae et au genre Ithomeis.

## Taxonomie
Ithomeis aurantiaca a été décrit par Henry Walter Bates en 1862

### Sous-espèces
- Ithomeis aurantiaca aurantiaca
- Ithomeis aurantiaca bernardi Brévignon, 1998;  présent en Guyane
- Ithomeis aurantiaca astrea (C. & R. Felder, 1862); au Venezuela.
- Ithomeis aurantiaca corena (C. & R. Felder, 1862);  en Colombie.
- Ithomeis aurantiaca delecta Stichel, 1911; présent au Brésil.
- Ithomeis aurantiaca heliconina Bates, 1862; présent au Brésil  et au Pérou.
- Ithomeis aurantiaca lauronia Schaus, 1902; présent en Bolivie  et au Pérou.
- Ithomeis aurantiaca mimica Bates, 1862;  au Brésil, en Colombie et en Équateur.
- Ithomeis aurantiaca satellites Bates, 1862; présent au Brésil.
- Ithomeis aurantiaca stalachtina Bates, 1862; présent au Brésil[1].

### Nom vernaculaire
Ithomeis aurantiaca  se nomme Glasswing Metalmark en anglais.

## Description
Ithomeis aurantiaca  est un papillon au corps noir, au centre des ailes hyalines de couleur bleu clair argenté à veines noires. La large bordure noire des ailes est marquée d'une ligne submarginale orange plus ou moins large.
Le revers présente la même ornementation.

## Écologie et distribution
Ithomeis aurantiaca  est présent en Guyane, au Brésil, en Colombie, au Venezuela, en Équateur et au Pérou.

### Biotope
Il réside dans la forêt humide amazonienne.

### Protection
Pas de statut de protection particulier